# Dexia aurohumera
Dexia aurohumera är en tvåvingeart som beskrevs av Fritz Isidore van Emden 1947. Dexia aurohumera ingår i släktet Dexia och familjen parasitflugor.
Artens utbredningsområde är Moçambique. Inga underarter finns listade i Catalogue of Life.